# ارنست کومل
ارنست کومل (انگلیسی: Ernst Kümmel؛ زادهٔ ۱۶ مارس ۱۹۲۵) بازیکن فوتبال اهل آلمان است.
از باشگاه‌هایی که در آن بازی کرده‌است می‌توان به باشگاه فوتبال ماگدبورگ ۱ اشاره کرد.